# Á Eiðinum
El Á Eiðinum és un estadi de futbol d'usos múltiples situat en Vágur, Illes Fèroe. L'estadi té capacitat per a 3.000 espectadors i està equipat amb Gespa artificial. L'estadi alberga els partits de local del FC Suðuroy, equip de la 1. deild, la segona divisió d'Illes Fèroe